# Françoise de Souza
Pour les articles homonymes, voir de Souza.
Françoise de Souza est l'épouse de l'ancien président du Bénin Paul-Émile de Souza, et donc Première dame de la république du Dahomey du 30 décembre 1969 au 7 mai 1970. Elle décède le 30 juillet 2015,.

## References
1. ↑  « Le géneral Paul Emile Souza ancien président du Dahomey », Le Monde,‎ 22 juin 1999 (lire en ligne, consulté le 20 décembre 2021)
2. ↑  « Bénin L’ex Première dame Françoise De Souza s’en est allé », sur aCotonou.com (consulté le 20 décembre 2021)
3. ↑  Marie-Odile Attanasso, « Femmes et pouvoir politique au Bénin, des origines dahoméennes à  nos jours », 2012,‎ décembre 2012 (lire en ligne)